# Xenaphrophora montana
Xenaphrophora montana är en insektsart som beskrevs av Fowler 1897. Xenaphrophora montana ingår i släktet Xenaphrophora och familjen spottstritar. Inga underarter finns listade i Catalogue of Life.